# Leschke-Syndrom
Das Leschke-Syndrom  ist eine angeborene Neurokutane Erkrankung mit den Hauptmerkmalen Café-au-lait-Flecken und Fehlbildungen. Die Erkrankung wird als Sonderform  des M Recklinghausen ohne Auftreten von Hauttumoren angesehen.
Synonyme sind: kongenitale Pigmentdystrophie; lateinisch Dystrophia pigmentosa; englisch Naegeli’s type of incontinentia pigmenti
Die heute nicht mehr gebräuchliche Namensbezeichnung bezieht sich auf den Autoren der Erstbeschreibung aus dem Jahre 1922, den deutschen Internisten Erich Leschke.

## Klinische Erscheinungen
Klinische Kriterien sind:
- zahlreiche Pigmentflecke (Café au lait)
- somatischer und psychischer Infantilismus, Dystrophie
- Stoffwechselstörungen mit Genitalfehlbildungen, Adipositas, gestörte Funktion der Nebennieren

Hauttumoren treten keine auf.

## Differentialdiagnose
Das Leitsymptom der Café-au-lait Flecken tritt neben der Neurofibromatose Typ I auch bei der Fibrösen Dysplasie und dem Noonan-Syndrom auf.

## Therapie
Eine Behandlung ist in der Regel nicht notwendig.